# Jacques Delahaye
 (juin 2015).
Si vous disposez d'ouvrages ou d'articles de référence ou si vous connaissez des sites web de qualité traitant du thème abordé ici, merci de compléter l'article en donnant les références utiles à sa vérifiabilité et en les liant à la section « Notes et références ».
Jacques-Charles Delahaye, né le 17 juin 1928 dans le 18e arrondissement de Paris et mort le 13 mai 2010 à Dieppe, est un sculpteur français.

## Biographie
Après une formation à l'École des arts appliqués et à l'École des beaux-arts de Paris, Jacques Delahaye présente pour la première fois son travail en 1951 au Salon de la jeune sculpture.
En 1957, Pierre Restany l'expose dans le cadre de l'exposition collective intitulée Espaces imaginaires à la galerie H. Kamer à Paris, et le rattache du même coup au mouvement du même nom créé deux ans plus tôt. Cette même année, il fait partie des artistes rattachés au courant de l'art informel et accompagne une exposition itinérante (Tokyo, Turin, Düsseldorf). En 1959, il crée avec Turriddu Clementi et Roseline Granet, à Meudon, une fonderie d'art : la Fonderie Berjac.
De 1975 à 1993, Delahaye occupe un poste de professeur à l'École nationale supérieure des beaux-arts de Paris[réf. nécessaire].
Il a vécu longtemps à Offranville en Normandie.

## Son œuvre

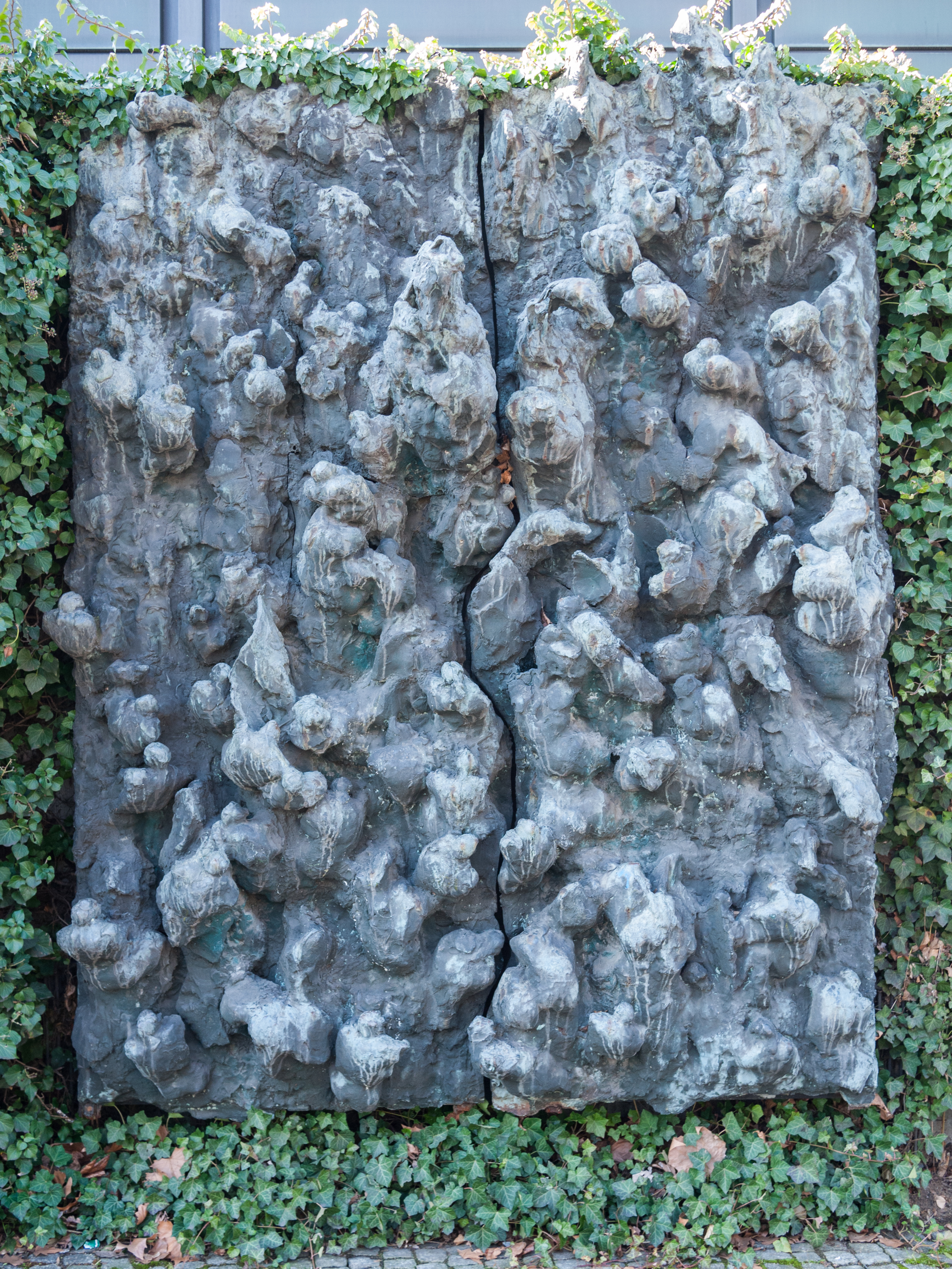
"La Bataille", Kunstmuseum Bochum.

Sa sculpture intitulée Cavalier II fut exposée lors de la documenta II de Cassel en 1959, puis à la Biennale de Tokyo en 1965. En 1962, la Neue Galerie du Künstlerhaus de Munich, puis en 1965 le musée d'art moderne de la ville de Paris l'expose également. 
À partir de la fin des années 1960, Delahaye se retire de la scène artistique pour se consacrer uniquement à l'enseignement.
Néanmoins, son retour marque l'année 2006 puisqu'il participe cette année-là à l'exposition organisée par le Kunstverein Villa Wessel à Iserlohn.

## Principales expositions
- 1952, 1954, 1955 : Salon de la jeune sculpture, Paris
- 1955, 1956, 1958, 1961 : Galerie Stadler, Paris
- 1957 : Bridgestone Museum, Tokyo
- 1958 : Associazione Arti Figurative, Turin
- 1958 : Arte Nuova, Turin
- 1958 : Carnegie International, Pittsburgh
- 1958 : Salon de Mai, Paris
- 1959 : documenta II, Kassel
- 1959 : European Art Today, Minneapolis
- 1959 : Biennale Triveneta, Padoue
- 1960 : Galerie Blanche, Stockholm